# 12 Ore di Sebring 2021
La 12 Ore di Sebring 2021 è stata la sessantanovesima edizione della 12 Ore di Sebring, oltre che seconda prova valevole per il Campionato IMSA WeatherTech SportsCar 2021 e si è tenuta al Sebring International Raceway tra il 17 e il 20 marzo 2021.

## Contesto
Dopo essere stata posticipata a novembre dell'anno precedente a causa della pandemia di COVID-19, la gara è tornata alla tradizionale data di marzo 2021. Originariamente, la 1000 Miglia di Sebring, l'evento del Campionato del mondo endurance si è svolto in concomitanza con la 12 Ore del 2019, doveva rientrare, ma è stato successivamente cancellato a causa delle restrizioni ai viaggi internazionali ancora imposte dalla pandemia.
Il 10 marzo è stata rivelata la lista completa degli iscritti alla gara, con 37 vetture. Il campo era composto da 7 vetture nella categoria DPi, 5 nella categoria LMP2, 7 nella categoria LMP3, 5 nella categoria GTLM e 13 nella categoria GTD.
A sostenere la gara durante la settimana sono state la serie Michelin Pilot Challenge dell'IMSA, la serie Porsche Carrera Cup North America e la serie Mazda MX-5 Cup.

## Classifica finale
I vincitori di classe sono indicati in grassetto.
| Pos                 | Classe | N° | Team                                     | Piloti                                                           | Telaio                       | Gomme | Giri |
| Pos                 | Classe | N° | Team                                     | Piloti                                                           | Motore                       | Gomme | Giri |
| ------------------- | ------ | -- | ---------------------------------------- | ---------------------------------------------------------------- | ---------------------------- | ----- | ---- |
| 1                   | DPi    | 5  | JDC-Mustang Sampling Racing              | Sébastien Bourdais Loïc Duval Tristan Vautier                    | Cadillac DPi-V.R             | M     | 349  |
| 1                   | DPi    | 5  | JDC-Mustang Sampling Racing              | Sébastien Bourdais Loïc Duval Tristan Vautier                    | Cadillac 5.5L V8             | M     | 349  |
| 2                   | DPi    | 55 | Mazda Motorsports                        | Jonathan Bomarito Oliver Jarvis Harry Tincknell                  | Mazda RT24-P                 | M     | 349  |
| 2                   | DPi    | 55 | Mazda Motorsports                        | Jonathan Bomarito Oliver Jarvis Harry Tincknell                  | Mazda MZ-2.0T 2.0L Turbo I4  | M     | 349  |
| 3                   | DPi    | 60 | Meyer Shank Racing with Curb-Agajanian   | Dane Cameron Juan Pablo Montoya Olivier Pla                      | Acura ARX-05                 | M     | 349  |
| 3                   | DPi    | 60 | Meyer Shank Racing with Curb-Agajanian   | Dane Cameron Juan Pablo Montoya Olivier Pla                      | Acura AR35TT 3.5L Turbo V6   | M     | 349  |
| 4                   | DPi    | 10 | Konica Minolta Acura ARX-05              | Filipe Albuquerque Alexander Rossi Ricky Taylor                  | Acura ARX-05                 | M     | 349  |
| 4                   | DPi    | 10 | Konica Minolta Acura ARX-05              | Filipe Albuquerque Alexander Rossi Ricky Taylor                  | Acura AR35TT 3.5L Turbo V6   | M     | 349  |
| 5                   | DPi    | 01 | Cadillac Chip Ganassi Racing             | Scott Dixon Kevin Magnussen Renger van der Zande                 | Cadillac DPi-V.R             | M     | 347  |
| 5                   | DPi    | 01 | Cadillac Chip Ganassi Racing             | Scott Dixon Kevin Magnussen Renger van der Zande                 | Cadillac 5.5L V8             | M     | 347  |
| 6                   | LMP2   | 52 | PR1/Mathiasen Motorsports                | Scott Huffaker Mikkel Jensen Ben Keating                         | Oreca 07                     | M     | 344  |
| 6                   | LMP2   | 52 | PR1/Mathiasen Motorsports                | Scott Huffaker Mikkel Jensen Ben Keating                         | Gibson GK428 4.2L V8         | M     | 344  |
| 7                   | LMP2   | 18 | Era Motorsport                           | Ryan Dalziel Dwight Merriman Kyle Tilley                         | Oreca 07                     | M     | 344  |
| 7                   | LMP2   | 18 | Era Motorsport                           | Ryan Dalziel Dwight Merriman Kyle Tilley                         | Gibson GK428 4.2L V8         | M     | 344  |
| 8                   | GTLM   | 79 | WeatherTech Racing                       | Matt Campbell Mathieu Jaminet Cooper MacNeil                     | Porsche 911 RSR-19           | M     | 334  |
| 8                   | GTLM   | 79 | WeatherTech Racing                       | Matt Campbell Mathieu Jaminet Cooper MacNeil                     | Porsche 4.2L Flat-6          | M     | 334  |
| 9                   | GTLM   | 25 | BMW Team RLL                             | Connor De Phillippi Philipp Eng Bruno Spengler                   | BMW M8 GTE                   | M     | 333  |
| 9                   | GTLM   | 25 | BMW Team RLL                             | Connor De Phillippi Philipp Eng Bruno Spengler                   | BMW S63 4.0L Turbo V8        | M     | 333  |
| 10                  | GTLM   | 24 | BMW Team RLL                             | John Edwards Augusto Farfus Jr. Jesse Kurki-Suonio (Jesse Krohn) | BMW M8 GTE                   | M     | 333  |
| 10                  | GTLM   | 24 | BMW Team RLL                             | John Edwards Augusto Farfus Jr. Jesse Kurki-Suonio (Jesse Krohn) | BMW S63 4.0L Turbo V8        | M     | 333  |
| 11                  | GTLM   | 3  | Corvette Racing                          | Nicky Catsburg Antonio García Jordan Taylor                      | Chevrolet Corvette C8.R      | M     | 333  |
| 11                  | GTLM   | 3  | Corvette Racing                          | Nicky Catsburg Antonio García Jordan Taylor                      | Chevrolet 5.5L V8            | M     | 333  |
| 12                  | GTLM   | 4  | Corvette Racing                          | Tommy Milner Alexander Sims Nick Tandy                           | Chevrolet Corvette C8.R      | M     | 330  |
| 12                  | GTLM   | 4  | Corvette Racing                          | Tommy Milner Alexander Sims Nick Tandy                           | Chevrolet 5.5L V8            | M     | 330  |
| 13                  | LMP3   | 54 | CORE Autosport                           | Jonathan "Jon" Bennett Colin Braun George Kurtz                  | Ligier JS P320               | M     | 329  |
| 13                  | LMP3   | 54 | CORE Autosport                           | Jonathan "Jon" Bennett Colin Braun George Kurtz                  | Nissan VK56DE 5.6L V8        | M     | 329  |
| 14                  | LMP3   | 91 | Riley Motorsports                        | Jeroen Bleekemolen Jim Cox Dylan Murry                           | Ligier JS P320               | M     | 329  |
| 14                  | LMP3   | 91 | Riley Motorsports                        | Jeroen Bleekemolen Jim Cox Dylan Murry                           | Nissan VK56DE 5.6L V8        | M     | 329  |
| 15                  | LMP3   | 74 | Riley Motorsports                        | Scott Andrews Spencer Pigot Gar Robinson                         | Ligier JS P320               | M     | 329  |
| 15                  | LMP3   | 74 | Riley Motorsports                        | Scott Andrews Spencer Pigot Gar Robinson                         | Nissan VK56DE 5.6L V8        | M     | 329  |
| 16                  | LMP3   | 7  | Forty7 Motorsports                       | Oliver Askew Stevan McAleer Austin McCusker                      | Duqueine M-30 - D08          | M     | 328  |
| 16                  | LMP3   | 7  | Forty7 Motorsports                       | Oliver Askew Stevan McAleer Austin McCusker                      | Nissan VK56DE 5.6L V8        | M     | 328  |
| 17                  | LMP3   | 33 | Sean Creech Motorsport                   | João Barbosa Yann Clairay Lance Willsey                          | Ligier JS P320               | M     | 328  |
| 17                  | LMP3   | 33 | Sean Creech Motorsport                   | João Barbosa Yann Clairay Lance Willsey                          | Nissan VK56DE 5.6L V8        | M     | 328  |
| 18                  | GTD    | 9  | Pfaff Motorsports                        | Lars Kern Zacharie "Zach" Robichon Laurens Vanthoor              | Porsche 911 GT3 R            | M     | 320  |
| 18                  | GTD    | 9  | Pfaff Motorsports                        | Lars Kern Zacharie "Zach" Robichon Laurens Vanthoor              | Porsche 4.0L Flat-6          | M     | 320  |
| 19                  | GTD    | 16 | Wright Motorsports                       | Jan Heylen Trent Hindman Patrick Long                            | Porsche 911 GT3 Evo          | M     | 320  |
| 19                  | GTD    | 16 | Wright Motorsports                       | Jan Heylen Trent Hindman Patrick Long                            | Porsche 4.0L Flat-6          | M     | 320  |
| 20                  | GTD    | 23 | Heart of Racing Team                     | Roman De Angelis Ross Gunn Ian James                             | Aston Martin Vantage AMR GT3 | M     | 320  |
| 20                  | GTD    | 23 | Heart of Racing Team                     | Roman De Angelis Ross Gunn Ian James                             | Aston Martin 4.0L Turbo V8   | M     | 320  |
| 21                  | GTD    | 44 | Magnus Racing with Archangel Motorsports | Andrew "Andy" Lally John Potter Spencer Pumpelly                 | Acura NSX GT3 Evo            | M     | 320  |
| 21                  | GTD    | 44 | Magnus Racing with Archangel Motorsports | Andrew "Andy" Lally John Potter Spencer Pumpelly                 | Acura 3.5L Turbo V6          | M     | 320  |
| 22                  | GTD    | 88 | Team Hardpoint EBM                       | Ana "Bia" Figueiredo Katherine Legge Christina Nielsen           | Porsche 911 GT3 Evo          | M     | 320  |
| 22                  | GTD    | 88 | Team Hardpoint EBM                       | Ana "Bia" Figueiredo Katherine Legge Christina Nielsen           | Porsche 4.0L Flat-6          | M     | 320  |
| 23                  | GTD    | 12 | Vasser Sullivan Racing                   | Robert Megennis Frank "Frankie" Montecalvo Zachary "Zach" Veach  | Lexus RC F GT3               | M     | 319  |
| 23                  | GTD    | 12 | Vasser Sullivan Racing                   | Robert Megennis Frank "Frankie" Montecalvo Zachary "Zach" Veach  | Lexus 5.0L V8                | M     | 319  |
| 24                  | GTD    | 14 | Vasser Sullivan Racing                   | Jack Hawksworth Kyle Kirkwood Aaron Telitz                       | Lexus RC F GT3               | M     | 313  |
| 24                  | GTD    | 14 | Vasser Sullivan Racing                   | Jack Hawksworth Kyle Kirkwood Aaron Telitz                       | Lexus 5.0L V8                | M     | 313  |
| 25                  | GTD    | 96 | Turner Motorsport                        | Bill Auberlen Robby Foley Aidan Read                             | BMW M6 GT3                   | M     | 313  |
| 25                  | GTD    | 96 | Turner Motorsport                        | Bill Auberlen Robby Foley Aidan Read                             | BMW 4.4L Turbo V8            | M     | 313  |
| 26 ABD              | GTD    | 75 | SunEnergy1 Racing                        | Maro Engel Mikaël Grenier Kenny Habul                            | Mercedes-AMG GT3 Evo         | M     | 304  |
| 26 ABD              | GTD    | 75 | SunEnergy1 Racing                        | Maro Engel Mikaël Grenier Kenny Habul                            | Mercedes-AMG M159 6.2L V8    | M     | 304  |
| 27 ABD              | DPi    | 31 | Whelen Engineering Racing                | Mike Conway Pipo Derani Felipe Nasr                              | Cadillac DPi-V.R             | M     | 292  |
| 27 ABD              | DPi    | 31 | Whelen Engineering Racing                | Mike Conway Pipo Derani Felipe Nasr                              | Cadillac 5.5L V8             | M     | 292  |
| 28 ABD              | DPi    | 48 | Ally Cadillac Racing                     | Jimmie Johnson Kamui Kobayashi Simon Pagenaud                    | Cadillac DPi-V.R             | M     | 349  |
| 28 ABD              | DPi    | 48 | Ally Cadillac Racing                     | Jimmie Johnson Kamui Kobayashi Simon Pagenaud                    | Cadillac 5.5L V8             | M     | 349  |
| 29                  | GTD    | 99 | Team Hardpoint EBM                       | Earl Bamber Trenton Estep Rob Ferriol                            | Porsche 911 GT3 Evo          | M     | 280  |
| 29                  | GTD    | 99 | Team Hardpoint EBM                       | Earl Bamber Trenton Estep Rob Ferriol                            | Porsche 4.0L Flat-6          | M     | 280  |
| 30 ABD              | LMP2   | 8  | Tower Motorsports by Starworks           | Gabriel Aubry Timothé Buret John Farano                          | Oreca 07                     | M     | 266  |
| 30 ABD              | LMP2   | 8  | Tower Motorsports by Starworks           | Gabriel Aubry Timothé Buret John Farano                          | Gibson GK428 4.2L V8         | M     | 266  |
| 31 ABD              | LMP3   | 83 | WIN Autosport                            | Matthew Bell Niklas Krauetten Rodrigo Sales                      | Duqueine M-30 - D08          | M     | 265  |
| 31 ABD              | LMP3   | 83 | WIN Autosport                            | Matthew Bell Niklas Krauetten Rodrigo Sales                      | Nissan VK56DE 5.6L V8        | M     | 265  |
| 32 ABD              | GTD    | 1  | Paul Miller Racing                       | Corey Lewis Bryan Sellers Madison Snow                           | Lamborghini Huracán GT3 Evo  | M     | 255  |
| 32 ABD              | GTD    | 1  | Paul Miller Racing                       | Corey Lewis Bryan Sellers Madison Snow                           | Lamborghini 5.2L V10         | M     | 255  |
| 33 ABD              | LMP3   | 38 | Performance Tech Motorsports             | Dan Goldburg Rasmus Lindh Mateo Llarena                          | Ligier JS P320               | M     | 177  |
| 33 ABD              | LMP3   | 38 | Performance Tech Motorsports             | Dan Goldburg Rasmus Lindh Mateo Llarena                          | Nissan VK56DE 5.6L V8        | M     | 177  |
| 34 ABD              | GTD    | 28 | Alegra Motorsports                       | William "Billy" Johnson Daniel Morad Michael de Quesada          | Mercedes-AMG GT3 Evo         | M     | 91   |
| 34 ABD              | GTD    | 28 | Alegra Motorsports                       | William "Billy" Johnson Daniel Morad Michael de Quesada          | Mercedes-AMG M159 6.2L V8    | M     | 91   |
| 35 ABD              | GTD    | 19 | GRT Grasser Racing Team                  | Franck Perera Stephen Simpson Tim Zimmerman                      | Lamborghini Huracán GT3 Evo  | M     | 91   |
| 35 ABD              | GTD    | 19 | GRT Grasser Racing Team                  | Franck Perera Stephen Simpson Tim Zimmerman                      | Lamborghini 5.2L V10         | M     | 91   |
| 36 ABD              | LMP2   | 11 | WIN Autosport                            | Thomas Merrill Tristan Nunez Steven Thomas                       | Oreca 07                     | M     | 90   |
| 36 ABD              | LMP2   | 11 | WIN Autosport                            | Thomas Merrill Tristan Nunez Steven Thomas                       | Gibson Gibson GK428 4.2L V8  | M     | 90   |
| 37                  | LMP2   | 22 | United Autosports                        | Wayne Boyd Jim McGuire Guy Smith                                 | Oreca 07                     | M     | 333  |
| 37                  | LMP2   | 22 | United Autosports                        | Wayne Boyd Jim McGuire Guy Smith                                 | Gibson Gibson GK428 4.2L V8  | M     | 333  |
| Risultati ufficiali |        |    |                                          |                                                                  |                              |       |      |